# Kloster Neuenberg
Das Kloster Neuenberg war eine dem Patrozinium des Apostels Andreas unterstellte Propstei des Benediktinerklosters Fulda auf dem westlich von Fulda gelegenen Hügel Neuenberg, aus dem die heutige Pfarrei St. Andreas im Fuldaer Stadtteil Neuenberg hervorgegangen ist.

## Geschichte

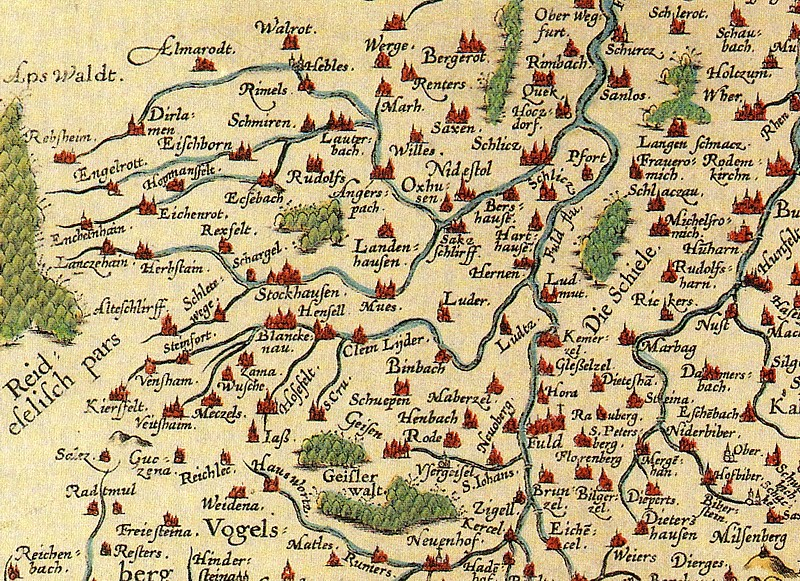
Lage von Neuenberg (Neuoberg) auf einer Kartes des Hochstifts Fulda von 1574

Das Kloster wurde 1023 durch den Fuldaer Abt Richard von Amorbach († 1039) am Neuenberg vor den Mauern der Stadt Fulda gegründet. Er wurde im von ihm gegründeten Kloster am 20. Juli 1039 beigesetzt. Seine Grabstelle befindet sich bis heute unverändert in der Klosterkirche (St. Andreas). Es ist das einzige Abtsgrab in Fulda, das aus der Zeit vor 1700 stammt.
Bei der Gründung des Klosters am „Neuen Berge des hl. Andreas“ als Reformkloster durch den Fuldaer Abt Richard von Amorbach vor der Stadt Fulda war die Reformbedürftigkeit der Abtei Fulda ein zentrales Motiv. Kaiser Heinrich II., der sehr um das Wohl der Kirche besorgt war, drängte die Fuldaer Mönche 1013 zur Wahl des Abtes, der bereits seit 1010 Abt von Amorbach war. Die Mönche fügten sich und wählten in Richard zum ersten Male einen auswärtigen Mönch aus dem Kloster Amorbach zu ihrem Vorsteher.
Es wird vermutet, dass Abt Richard auf dem Neuenberg ein eigenes Kloster gründete, von dem aus er seine Anliegen, die Durchsetzung der Gorzer Klosterreform, mit einem auserwählten Konvent von Mönchen durchführen konnte. Von diesem Musterkloster sollte eine neue Stoßkraft und eine reformierte Lebenshaltung auf das Benediktinertum und das gesamte Leben der Kirche ausgehen.
Bereits im 12. Jahrhundert entstand in der Nähe des Klosters, das von Richard mit Grundbesitz wirtschaftlich gut gesichert worden war, das Dorf Neuenberg. Der erste Klostervorsteher war Bardo, ein Verwandter des Kaisers Konrad II. und späterer Erzbischof von Mainz. Die Probstei galt als wichtigste der Fuldaer Probsteien; ihr Vorsteher war bis zur Mitte des 16. Jahrhunderts Stellvertreter des Abts von Fulda.
Mit dem Kloster Neuenberg erhielt die „sakrale Landschaft“, die das Kloster Fulda zum Mittelpunkt hatte, einen Abschluss, nachdem bereits im Norden das Kloster Frauenberg, im Osten Kloster Petersberg und im Süden das Kloster Johannesberg als Filialklöster gebaut waren.
1023 wurde die fertiggestellte Klosterkirche auf dem „Neuen Berge des hl. Andreas“ durch den Mainzer Erzbischof Aribo konsekriert. Das neue Kloster beherbergte in den ersten Jahren etwa 25 Mönche. In der Mitte des Längsschiffes befand sich ursprünglich ein Lettner, an dem ein Altar angebracht war. Dieser Lettner trennte den Klausurteil der Kirche, der den Mönchen vorbehalten war, von dem Kirchenraum, den die Dorfbewohner betreten durften. Das Kloster verfügte über umfangreichen Grundbesitz, siehe Propsteiamt Andreasberg.

### Weiterhin Reformkloster
Anfang des 15. Jahrhunderts kam es im Kloster Neuenberg unter dem Dekan Franz von Böhmen, der zuvor die Reformen von Kastl eingeleitet hatte, zu einer Reform, die auch außerhalb einflussreich war. Zu ihr gehörte die Beseitigung des Pfründenwesens, die einem Leben nach den benediktinischen Ordensregeln widersprach. Neuenberg erwarb sich einen Ruf als Reformkloster, sodass von hier Mönche auch in nichtfuldische Klöster gesandt wurden, um dort die Klosterreform voranzutreiben. Der damalige Probst Johannes von Angersbach († 1426) besuchte das Konzil zu Konstanz, um dort die Mönchsreform zu propagieren; ähnlich nahm Propst Arnold von Vache († 1459) über einen längeren Zeitraum am Konzil von Basel teil.
Eine erste große Zerstörung erlitt das Kloster im Jahre 1441 durch eine große Feuersbrunst, die die Klostergebäude größtenteils vernichtete. Der Wiederaufbau zog sich über mehrere Jahrzehnte hin. In dieser Zeit erlosch der Reformeifer der Mönche von St. Andreas. Die gotische Johanneskapelle im ersten Turmgeschoss der St. Andreaskirche wurde im Jahr 1480 von Propst Gerlach II. errichtet. Davon sind bis heute noch die Altarnische mit Durchblick zum Chorraum der Kirche, die steinerne Mensa und außerdem das gotische Kreuzrippengewölbe mit einem dreiblättrigen Kleeblatt als Schlussstein, erhalten. Zu Beginn des 16. Jahrhunderts wurde noch ein neues Dormitorium angefügt.

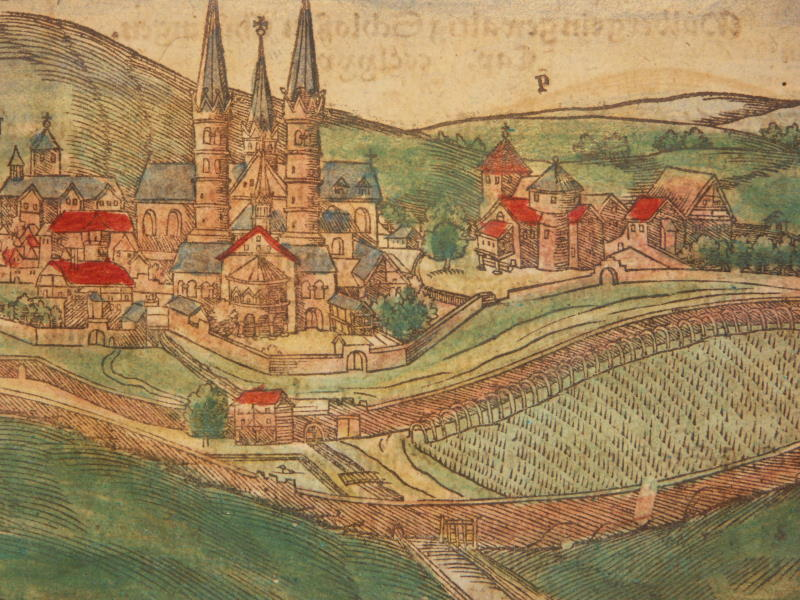
Lage des Klosters Neuenberg (links der Ratgarbasilika auf einer Stadtansicht des Hochstifts Fulda von Sebastian Münster (1488–1552) zwischen 1544 und 1628, rechts das Kloster Michelsberg)

### Niedergang des Klosters
Verheerende Zerstörungen brachte die Osterwoche 1525, als revoltierende Bauern aus Schwaben, Franken und der Rhön, die während des Bauernkrieges bis nach Fulda vorgestoßen waren, das Kloster brandschatzten. Laut der Beschreibung des Kurfürstenthums Hessen von Georg Landau aus dem Jahre 1842 waren es „an 10.000 Mann stark“ , die ihre „reiche Beute“ verteilten. Die Verwüstung des Klosters war vermutlich so groß, dass die vertriebenen Mönche nicht mehr in ihr Kloster zurückkehrten. 1631 lebten wieder vier Mönche im Kloster; während des Dreißigjährigen Kriegs verwaiste das Kloster erneut.
Im 17. Jahrhundert wurde das Gebäude der Klosterkirche St. Andreas noch im Stil des Barock umgestaltet. Zahlreiche Pröpste des Klosters erhielten dort ihr Grab; noch heute sind 13 ihrer Grabdenkmale mit teils für die Ortsgeschichte wichtigen Inschriften dort erhalten. Die endgültige Aufgabe klösterlichen Lebens erfolgte zu Beginn des 18. Jahrhunderts.
Die Klosterkirche diente dem Dorf seit 1710 als Pfarrkirche.
Zwischen 1940 und 1989 lebten Pallottiner in den Räumlichkeiten des früheren Klosters Neuenberg und fungierten in der Kirchengemeinde auch als Pfarrer bzw. Kaplan.

## Krypta
Die ottonische Krypta unter dem heutigen Altarraum ist seit der Gründung des Klosters unverändert geblieben. Sie wird von vier Säulen mit attischen Basen und romanischen Würfelkapitellen getragen. Ebenfalls von hoher kunstgeschichtlicher Bedeutung sind Seccomalereien im ottonischen Gewölbe der Krypta, die zeitlich in das Jahr 1025 zu datieren sind. Sie sind einmalig in der mittelalterlichen Wandmalerei. Aus ihrer Entstehungszeit gibt es in Deutschland nur auf der Insel Reichenau in der St. Georgskirche vergleichbare Wandbilder.
1932 wurden die alten Wandmalereien der Krypta bei Instandsetzungsarbeiten wiederentdeckt und freigelegt. Sie zeigen eine liturgische Prozession von 22 Engeln in Richtung Altar. An der Ostwand in der Apsis befinden sich drei kleine romanische Fenster, in deren Laibungen die alttestamentlichen Gestalten Abel, Abraham und Melchisedek dargestellt. Diese gelten seit frühchristlicher Zeit als Opfervorbilder für das Kreuzesopfer Christi und die Darbringung der Eucharistie.
Die Krypta der Klosterkirche befindet sich heute noch im Originalzustand unter der Propsteikirche St. Andreas. Es gibt nur noch zwei Krypten mit einem geschlossenen Sakralraum und Wandmalereien in Deutschland, die aus ottonischer Zeit erhalten sind. Die Krypta wurde am 3. Februar 2006 nach 15-jähriger Analyse und Restaurierung von Bischof Heinz Josef Algermissen wieder geweiht.
Besuche sind nach Absprache mit dem Pfarrbüro möglich.

## Liste bekannter Pröpste
Zwischen 1023 und 1802 wirkten auf dem Neuenberg insgesamt 60 Pröpste, die die Entwicklung von Kloster und Ort in erheblichem Umfang gestalteten.
- Bardo, 1023–1032
- Marquard, 1165–1168 (nach der Absetzung als Abt durch Kaiser Friedrich Barbarossa)
- Berthold von Mackenzell, um 1273
- Albert von Hornsberg, um 1307
- Heinrich von Wellnau, 1312–1313
- Heinrich von Haselstein, 1313–1328
- Volprecht (Volpert von Riedesel), um 1382–1387
- Johann von Merlau, um 1390
- Karl von Bibra der Jüngere, 1401–1404
- Berthold von Leibolz, 1405–1410
- Johannes von Angersbach, 1416–1424
- Arnold von Vache, 1432–1459; Nikolaus von Kues ernannte ihn zum Visitator von Klöstern (1451 Schreiben zur Durchführung der Reformvisitation) und zum päpstlichen Legaten
- Gerlach II., 1478–1501
- Volpert Riedesel von Bellersheim, 1514–1540, zuvor bis 1513 Abt von Hersfeld
- Philipp Georg Schenk zu Schweinsberg, 1555–1567, von 1567 bis 1568 Fürstabt, auch Propst vom Michaelsberg, in Holzkirchen und vom Johannesberg
- Balthasar von Dermbach, 1568–1570, ab 1570 (mit Unterbrechung) bis 1606 Fürstabt, auch Propst vom Michaelsberg
- Johann Friedrich von Schwalbach 1593–1606, zuvor Propst von Michaelsberg und überlappend Propst von Blankenau, 1606 Fürstabt und Propst vom Johannesberg
- Johann Bernhard Schenk zu Schweinsberg 1618–1623, danach Fürstabt und Propst vom Johannesberg, zuvor Propst in Blankenau und auf dem Michaelsberg
- Matthias Benedikt von Rindtorff, 1640–1667
- Johann Michael von Hochstetten, Dekan von Fulda, 1667–1683, zuvor Propst in Thulba, auch Propst auf dem Petersberg
- Adalbert von Schleifras 1683–1700, zuvor Propst von Michaelsberg und teilweise überlappend von Blankenau, 1683 Dekan, später Fürstabt von            Fulda
- Benedikt von Rosenbusch 1707–1724, davor Propst in Blankenau, in Thulba und auf dem Johannesberg
- Dekan Amand von Buseck 1724–1737, 1737 Fürstabt, 1752 Fürstbischof
- Leopold Specht von Bubenheim 1741–1755, zuvor Propst von Sannerz und vom Petersberg
- Karl Freiherr von Fechenbach 1755–1773, davor Propst auf dem Petersberg und auf dem Johannesberg
- Lothar (Lotharius) Freiherr von Breidbach zu Bürresheim, 1778–1794, davor Propst in Holzkirchen und auf dem Petersberg, danach auf dem Andreasberg
- Benedikt (Benedictus) von Ostheim, 1794–1802, davor Propst in Thulba